# 마하나디강

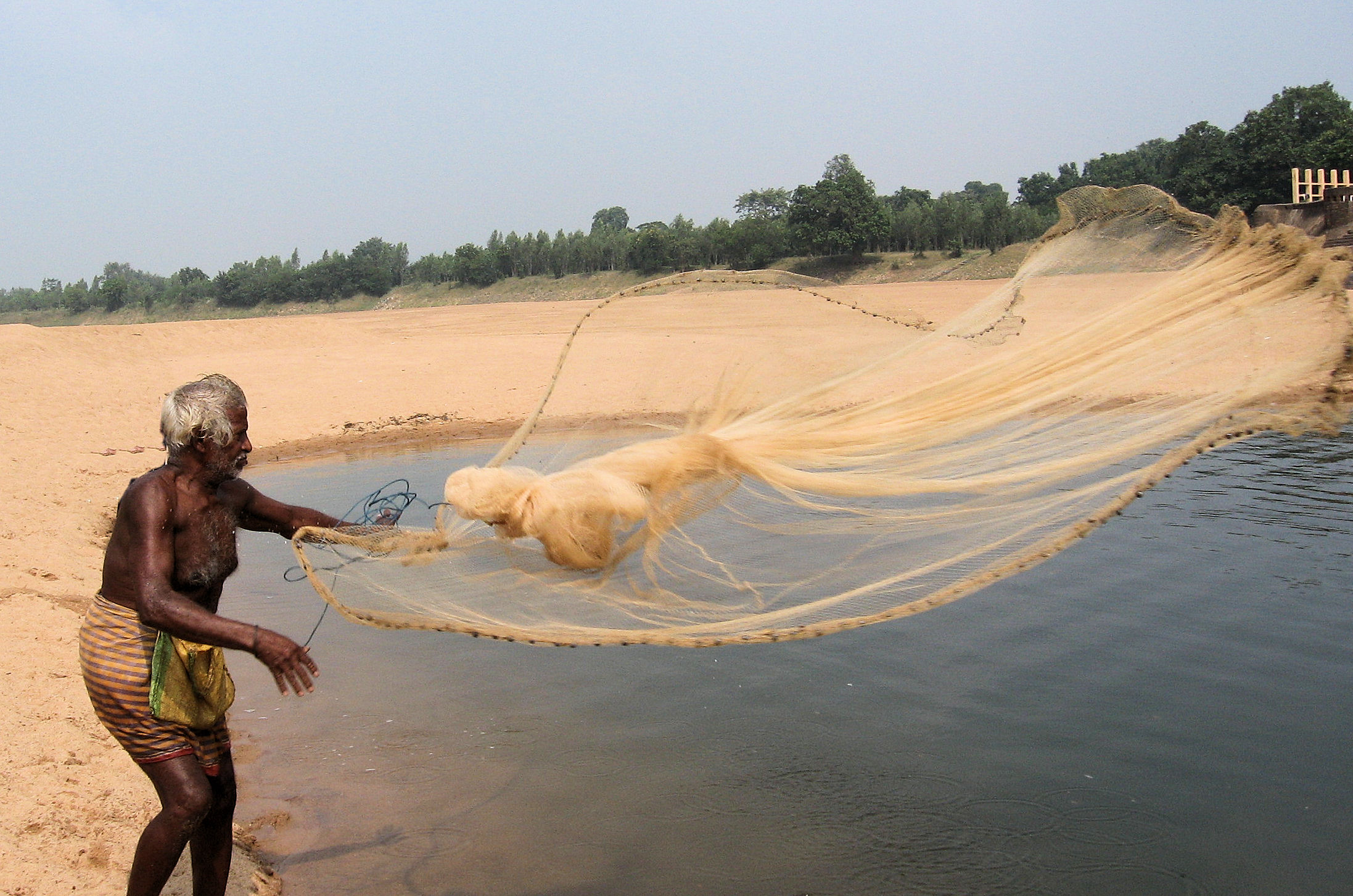
쿠테크 인근에서 고기잡이를 하는 한 어부

마하나디강은 인도의 강으로서 벵골만으로 흘러나가는 강이다. 차티스가르 고지대에서 발원한다. 총 길이는 860 km이며 동부 지역에 위치한다. 인도에서는 가장 긴 강에 해당하며 인도 대반도 지역의 상당 부분을 차지한다.
마하나디강이 흘러가는 삼발푸르시에는 히라쿠드 댐이 건설되고 있으며 앞으로 가장 큰 사력댐이 될 것이다. 댐 관리를 위해 관제탑이 있으며 인근에는 양측에 아쇼크 댐이 있다.
마하나디강은 차티스가르의 담타리 구역에서 발원하며 인근 지역은 비옥한 평원이 있어 쌀 제배가 흥하다. 벵골 만 이전에는 브라마니강 유역과 삼각주를 이룬다. 쿠다크 시가 삼각주 한가운데 위치하는 도시이며 망그로브 숲이 분포한다.
마하나디강 삼각주는 전체 인도의 면적 중 삼각주로는 4.3 %를 차지한다. 전체 면적은 141589 km2이며 지류로는 세노스, 존크, 하스데오, 맨드, 이브, 온그, 텔 등이 있다.
평균 유량 전체가 잠재적 수원까지 포함하면 66.9 km3이다. 그 중 50.0 km3가 용수로서 쓰기 부적합하며 전체 지역 중 경작가능 지대는 80,000 km2이다.